# Oncidium micropogon
Oncidium micropogon là một loài phong lan đặc hữu của đông nam Brasil.

## Hình ảnh

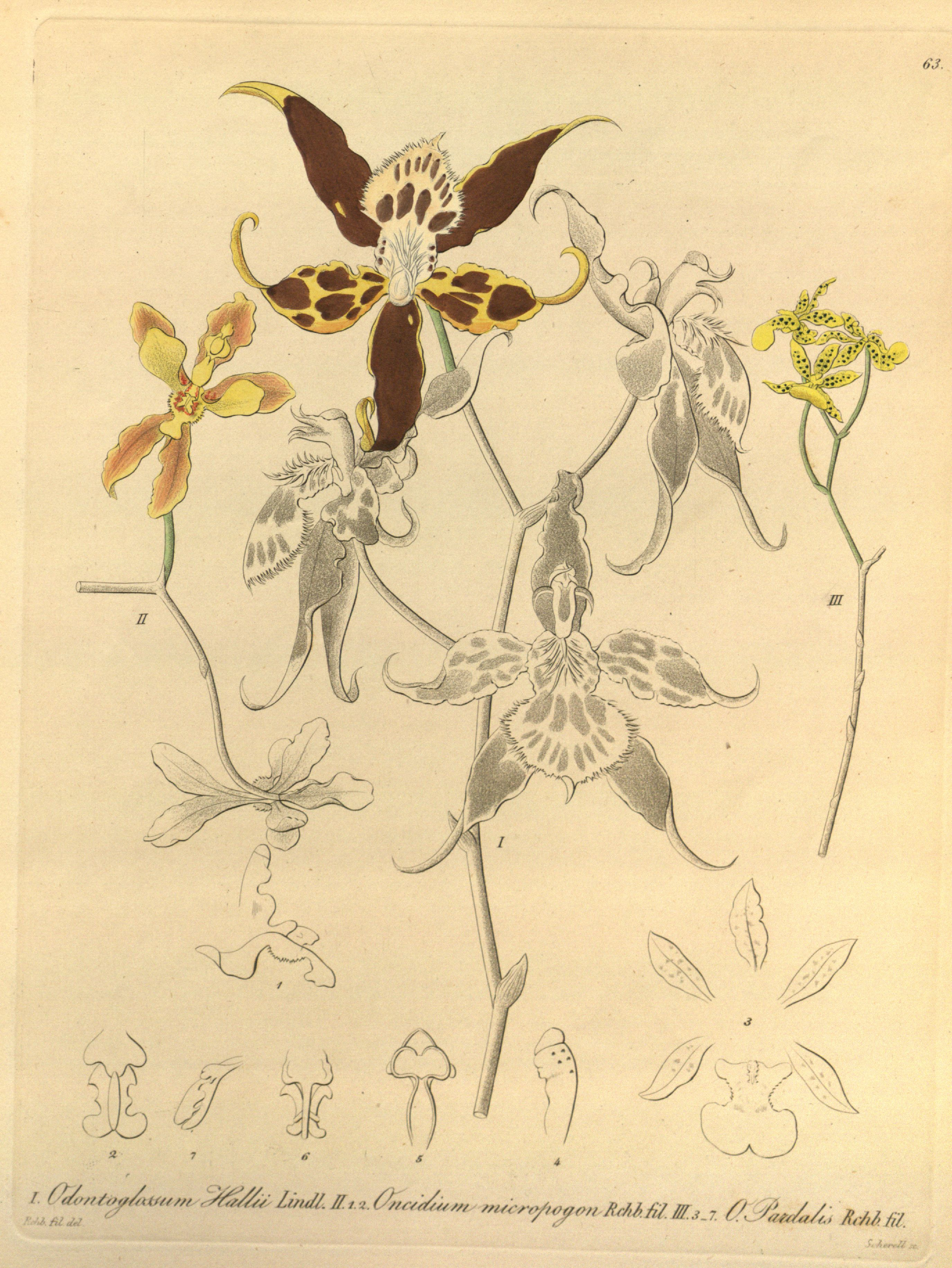
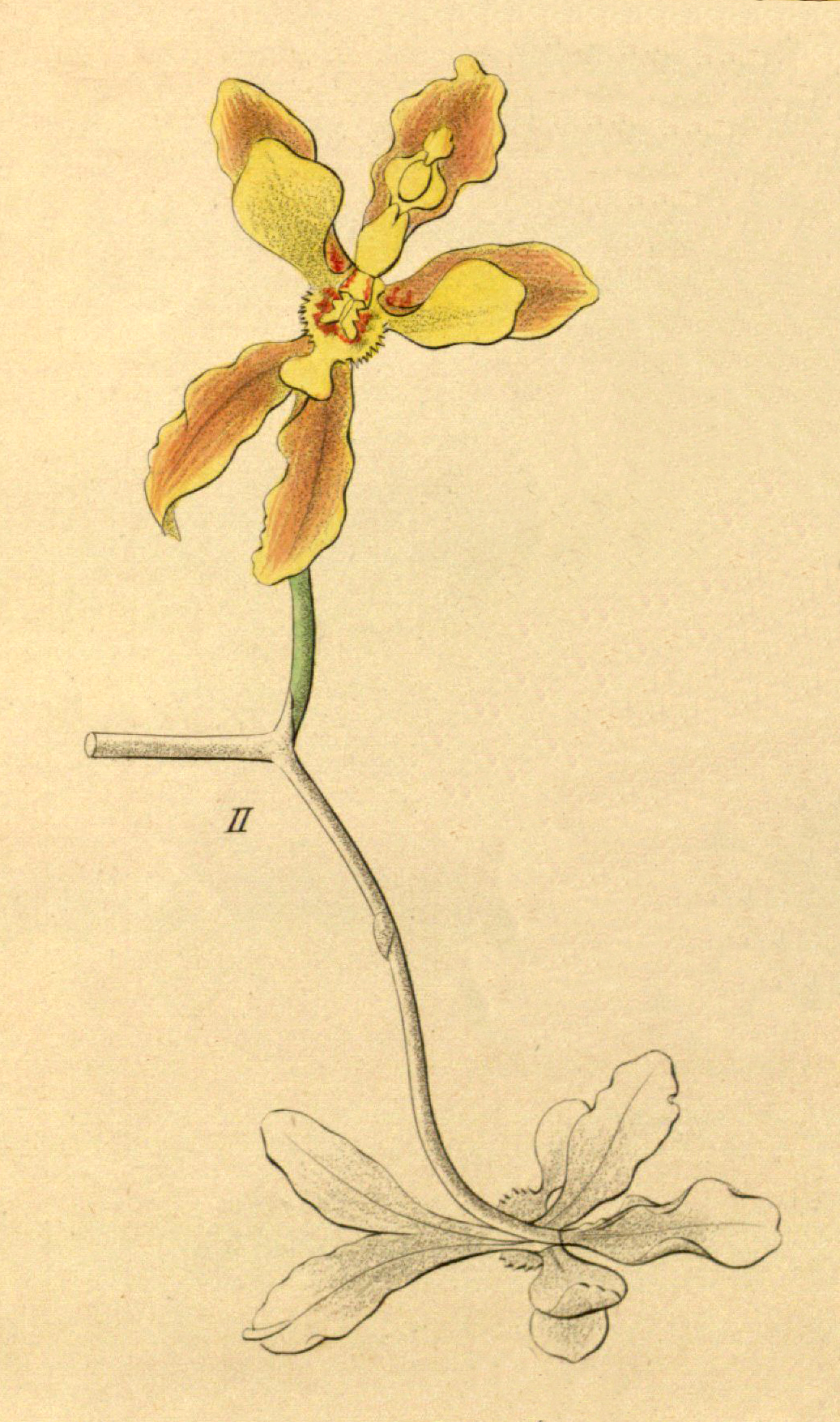
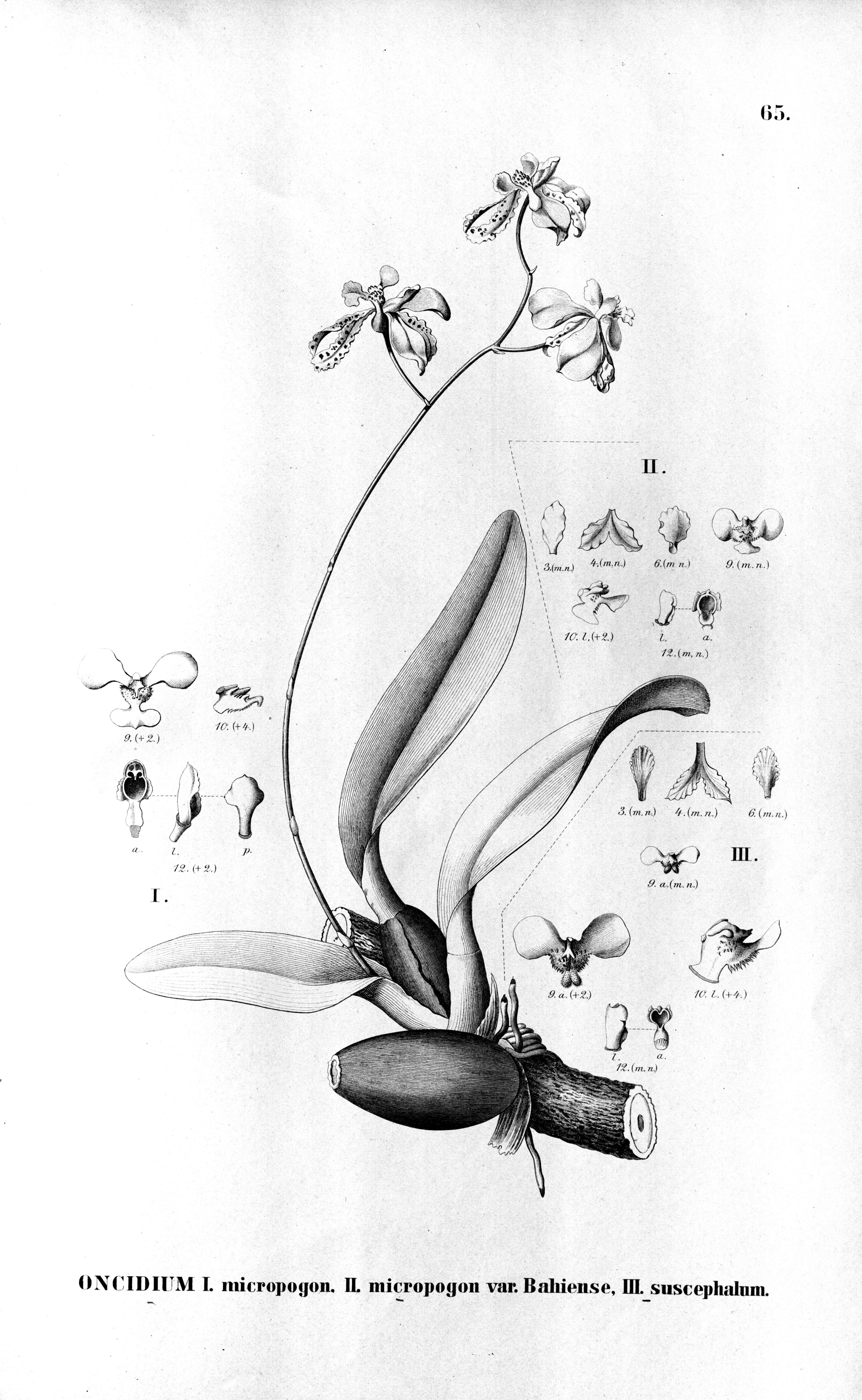